# Brin d'amour

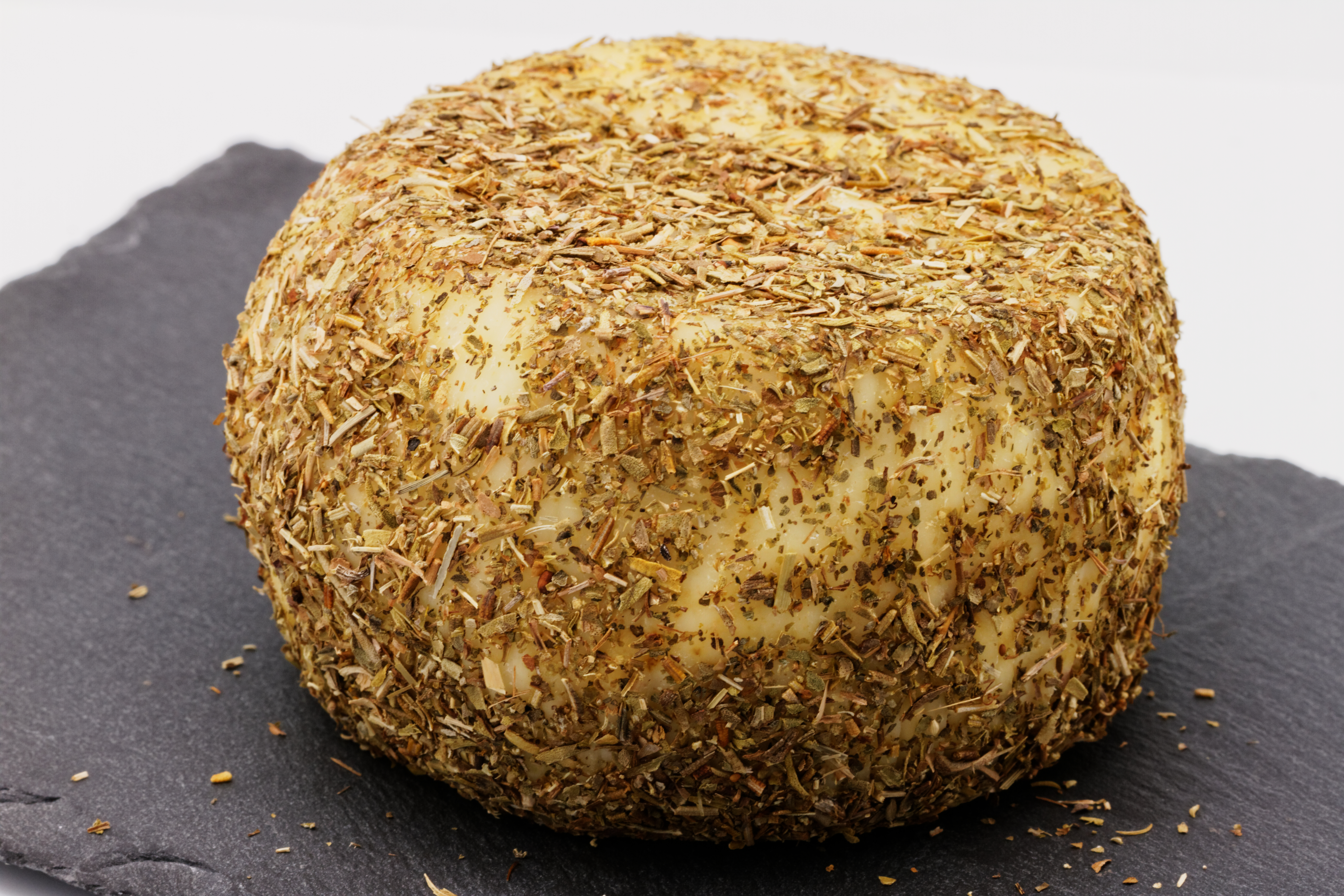
Osten brin d'amour

Brin d'amour eller Fleur de maquis  är en korsikansk mjuk fårost med örtbetonad, kryddig, sötaktig, rund smak som är gjord på fårmjölk. Ostskalet på Brin d'amour täcks av torkade örter och enbär. En sort av osten Brin d'amour kallas för Fleur de maquis på grund av de olika torkade örterna som täcker ostskalet. Det är rosmarin (Rosmarinus officinalis) och sommarkyndel (Satureja hortensis). Dessa örter växer på macchian, en typ av betad äng buskvegetation som är grön året om som är typisk för Korsikas Medelhavsklimat. 
Brin d'amour är en säsongsbetonad ost som smakar bäst från mars till oktober.
- Wikimedia Commons har media som rör Brin d'amour.